# Theo Loevendie
Theo Loevendie (Amsterdam, 17 settembre 1930) è un compositore e clarinettista olandese.

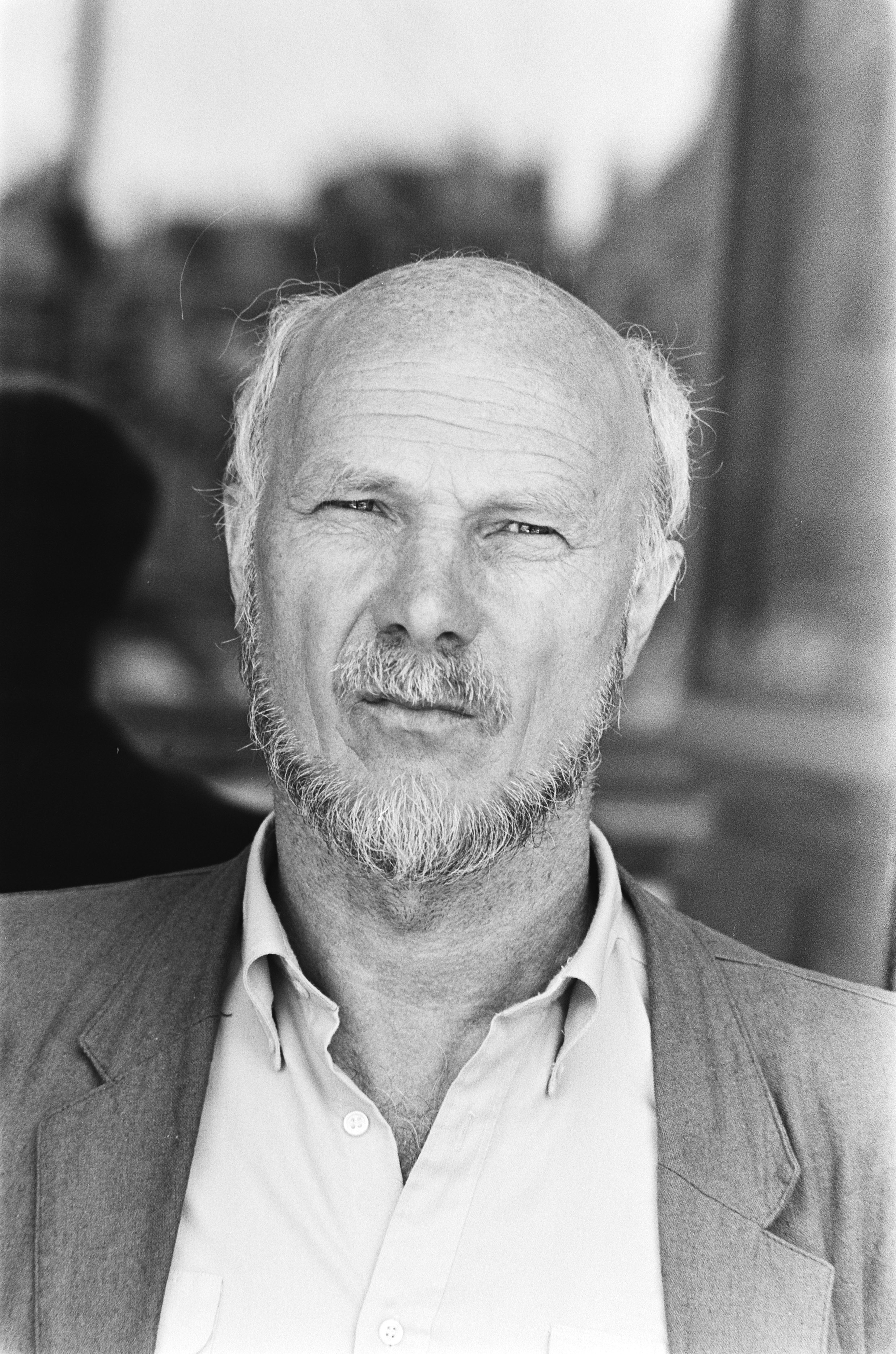
Theo Loevendie (1985)

Loevendie Studiò composizione e clarinetto al Conservatorio di Amsterdam. Inizialmente si interessò alla musica jazz. Nel 1968 scrisse musica per concerti, opere e musica da camera. Molte sue composizioni hanno vinto dei premi.
All'inizio del 1970 Loevendie cominciò a insegnare composizione in vari conservatori olandesi. Tra i suoi alunni ci furono Svitlana Azarova, Matthias Kadar, Vanessa Lann, Peter van Onna, Robin de Raaff, Victor Varela, Sinta Wullur e Evrim Demirel.
Ha partecipato come interprete negli ensemble Consort, Brevisand e Theo Loevendie Quintet.
Nel 2004 fondò un gruppo nuovo, il "Ziggurat Ensemble". Consta di un miscuglio di strumenti occidentali e strumenti non occidentali: Er-hu, Viola da Gamba, Qanun, Voce, Duduk, Basso, flauto di Pan e percussioni.

## Lavori

### Orchestra e grande ensemble
- 2014 Rise of Spinoza; Per coro e orchestra
- 2008 Jubilation Jump; Per bailador di Tap  e orchestra.
- 2002 Seyir; Per 25 Strumenti Europei e strumenti non Europei.
- 2000 Koraalvariaties “Von der Höhe in der Tiefe”; Per 19 strumenti.
- 1998 Esmée-suite: “Ondergang”; Per orchestra.
- 1997 Ritorni; per corde e percusión.
- 1986 Naima Suite; Per orchestra.
- 1986 Intermezzo; Per orchestra, dell'opera “Naima” (1985).
- 1983 In Prison; Per orchestra, frammenti  dell'opera “Naima” (1985).
- 1983 Music for A Strange Wedding; per orchestra, coreografia del frammento dell'opera “Naima” (1985)
- 1979 Flexio; Per orchestra.
- 1971 Bacchanten; Frammenti musicali di Euripides.
- 1966 Confluxus; Per banda di jazz e orchestra sinfónica.

### Musica da camera
- 2003 Vittoria Regina; per flauto, clarinetto, violino e violoncello.
- 2001 Per quanti? III; Per flauto contralto, arpa e percusión.
- 1999 Sonata Coloniae Per viola sola (1999)
- 1998 Due Balli mediterranei; per 8 violoncellos.
- 1998  Altri balli di Golliwog; per clarinetto, trompeta e fagot.
- 1997 Ackermusik; Per trio di pianoforte.
- 1997 Sandsandsnaresandsizzles; Per 3 percussionists.
- 1996 ¿Che Passa nella strada?; Per 4 trompetas.
- 1996 Fanfare; Per 9 strumenti di metallo e percusión.
- 1995 Laps; Per ensemble.
- 1994 Due pezzi in canoni di Guillaume di Machaut; per cuarteto di saxófono.
- 1994 Amsterdam Tango; per violino, bandoneon, viola, violoncello, contrabajo e pianoforte.
- 1993; arr. 1994 Due pezzi in canoni di Guillaume di Machaut; per mandolina, chitarra, arpa e clarinetto basso.
- 1993 Due pezzi in canoni di Guillaume di Machaut; per cuarteto di flauto.
- 1992 Cicli; per clarinetto, violino, violoncello e pianoforte.
- 1992 Lerchen-Trio; per clarinetto, violoncello e pianoforte, in memoria di Olivier Messiaen.
- 1991 Drones, Per violino e pianoforte.(Drones, Cicli e il Lerchen-Trio di Trio in questo ordine una trilogia)
- 1990 Passacaglia alla Turca; (1990) per 8 strumenti.
- 1988 Plus Un; per flauto, clarinetto basso e pianoforte [1981-1988].
- 1986 Baia Posteriore Bicinium; per 7 strumenti.
- 1986 Dance; Per  violino solo
- 1981 Venere e Adonis suite; Per 5 strumenti.
- 1980 Nonet; Per alientos, percusión, pianoforte e contrabajo.
- 1980 Venere e Adonis; Per ensemble, musica per una produzione di teatro dopo un poema di William Shakespeare.
- 1979 Voor Jan, Piet In Klaas; per 2 pianoforti 8-mani.
- 1974 Preludio; per 6 percusionistas.
- 1974 Timbo; Per gruppo di percusión (6 musicisti).
- 1974 L'Usignolo; per ensemble, musica per una versione di teatro del conto di Hans Christian Andersen.
- 1971 Musica per clarinetto basso e pianoforte.
- 1968 Tre Pezzi; Per piccolo clarinetto (in Eb), clarinetto (in b) e clarinetto basso (in b)
- 1964 Tre Pezzi per  ensemble.

## Discografía
- 1978 Bart Berman, Pianoforte: Vriend, Hekster, Loevendie, Di Vries, Kleinbussink (Golf)
- 1986 Theo Loevendie Quintet (Varajazz)
- 1998 Esmeé, Opera in two acts conducted by Geoffrey Moull, with Margaret Thompson, William Oberholtzer, Bielefeld Philharmonic Orchestra, Bielefeld Opera Chorus, Donemus CV74/75[1]
- 2005 Cello Octet Insieme Iberico: Four Winds (Etcetera)
- 2005 Bayram: Theo Loevendie meets Kristina Fuchs Sonic Unit (TryTone)[2]

## Premi
- 1969 - Edison for A jazz album
- 1979 - The Wessel Ilcken Award
- 1982 - Edison for Di nachtegaal (1979)
- 1984 - Koussevitzky International Record Award (together with Pierre Boulez)
- 1986 - Matthijs Vermeulen Award for Naima
- 1988 - 3M Award